# 王齮
王 齮（おう き、? - 紀元前244年）は、中国戦国時代末期の秦の将軍。同じ秦の将軍、王齕との同一人物説がある。

## 略歴
秦昭王50年（紀元前257年）、趙の都の邯鄲を包囲した。
秦荘襄王3年（紀元前247年）、上党を攻めて、太原郡を置いた。
秦王政元年（紀元前246年）、秦王政が即位すると、蒙驁・麃公らと共に将軍に任じられる。
秦王政3年（紀元前244年）、同僚の蒙驁が韓を攻め13城を取るも、同年に死没。
なお、『史記』「秦本紀」に登場し長平の戦いなどで活躍した将軍王齕は「秦始皇本紀」では一切触れられず、逆に「秦始皇本紀」で初めて現れる王齮は「秦本紀」には登場しない。遅くとも南朝宋には王齕と同一人物である可能性が論じられており、裴駰の『史記集解』は徐広の説を引いて、「齮」字について「一に齕に作る」と述べている。